# Daïquiri
Le daïquiri, en espagnol : daiquirí , est un cocktail dont les ingrédients principaux sont le rhum blanc, le jus de citron vert et le sucre. Il est originaire de Cuba.

## Origines
Daiquirí est le nom d'un village cubain (en) situé non loin de Santiago de Cuba ainsi que celui d'une mine de fer. Le terme serait un mot d'origine taïno.
Le cocktail aurait été inventé par un ingénieur américain, Jennings Cox, qui était à Cuba au moment de la guerre hispano-américaine. Il est aussi possible que William A. Chanler, un élu américain qui acquit les mines de fer de Santiago en 1902, importât la recette du cocktail dans les boîtes de nuit new-yorkaises la même année. La formulation évolue lorsqu'Ernest Hemingway (surnommé « Papa » par les Cubains), qui souffrait d'une forme de diabète, aurait demandé en 1932 au chef barman du Floridita, Constantino Ribalaigua, de lui préparer un daiquiri avec 2 doses de rhum (doble en espagnol) mais sans sucre. Ce « daïquiri Floridita » prit progressivement le nom de « papa doble ».
Au départ, la boisson était servie dans un grand verre rempli de glaçons. Une cuillère à café de sucre était versée sur la glace et un citron ou deux étaient pressés sur le sucre. On ajoutait enfin le rhum. Aujourd'hui, le daïquiri est mélangé dans un shaker : les ingrédients sont identiques, et le tout est servi dans un verre à cocktail.

## Recette
- 1 cl de sirop de sucre de canne
- 2 cl de jus de citron vert ;
- 4 cl de rhum blanc.

Passer les ingrédients au shaker et verser dans un verre à cocktail.

## Variantes

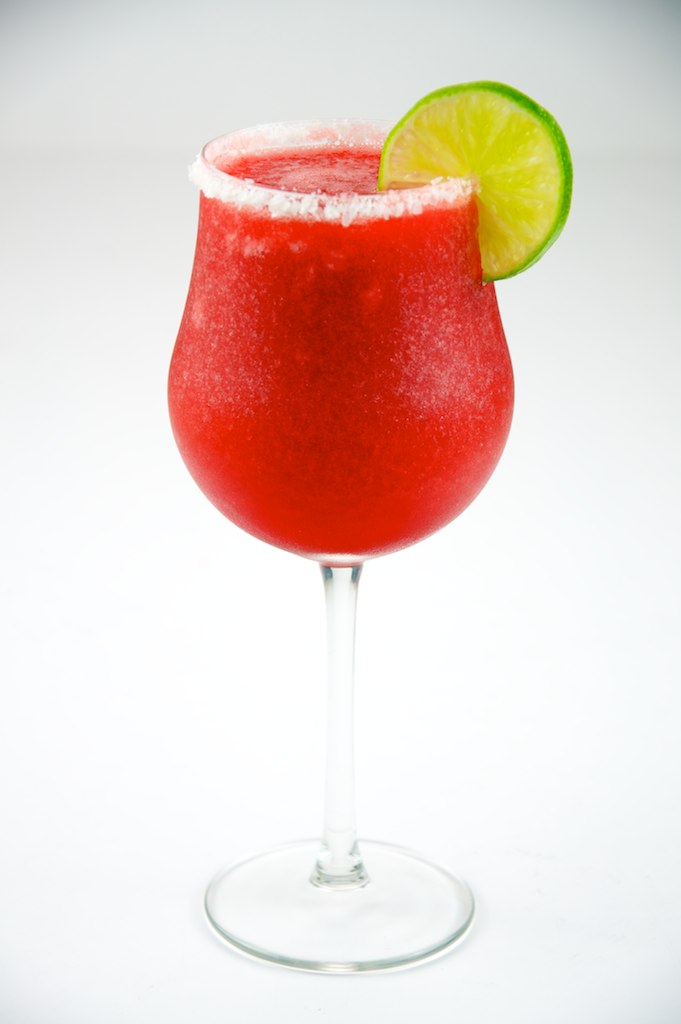
Daïquiri aux fraises.

- Daïquiri Floridita – avec du marasquin, créé par Constantino Ribalaigua Vert au Floridita[6].
- Daïquiri Hemingway ou Papa Doble – du rhum blanc, du citron, un demi pamplemousse, six gouttes de marasquin, pas de sucre. Servir frappé[7].
- Daïquiri à la banane – daïquiri de base avec une demi-banane, du lait et de la crème fraiche[8].
- Daïquiri aux fraises – daïquiri de base agrémenté de fraises.